# Torre de la Liberación (Kuwait)
La Torre de la Liberación (también conocida como Torre Tahreer) es una torre de telecomunicaciones situada en la ciudad de Kuwait, la capital de Kuwait. Mide 372 m de altura.

## Historia
La construcción, que originalmente iba a llamarse "Torre de telecomunicaciones de Kuwait" comenzó en agosto de 1990 antes de la invasión de Kuwait por Irak. Cuando comenzó la invasión, la construcción se detuvo. Sin embargo, durante la contienda, la estructura no sufrió daño alguno y pudo ser terminada tras la evacuación de las tropas iraquíes. Cuando se completó, en 1993, se la bautizó como "Torre de la Liberación" para simbolizar el triunfo de Kuwait sobre Irak. La obra costó 165 millones de dólares. Cuneta con dos ascensores panorámicos de uso público que alcanzan una velocidad de 6,4 m/s.

## Galería

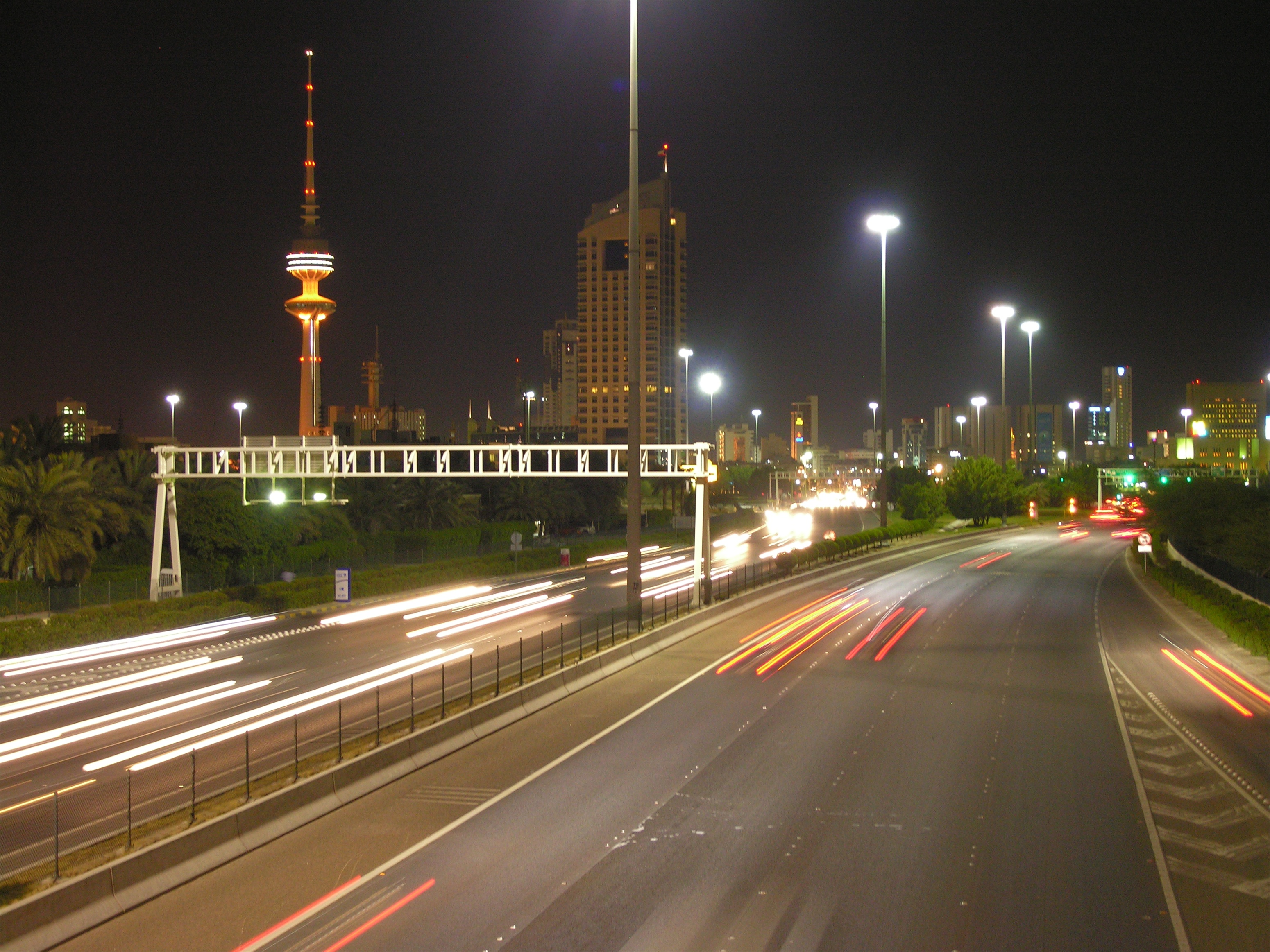
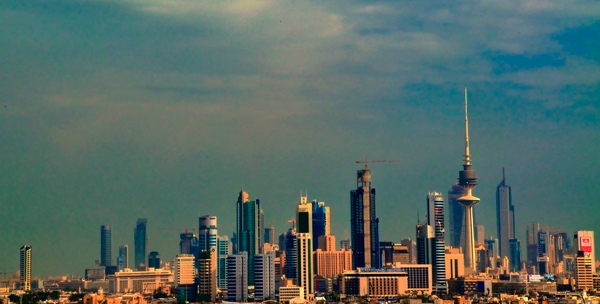
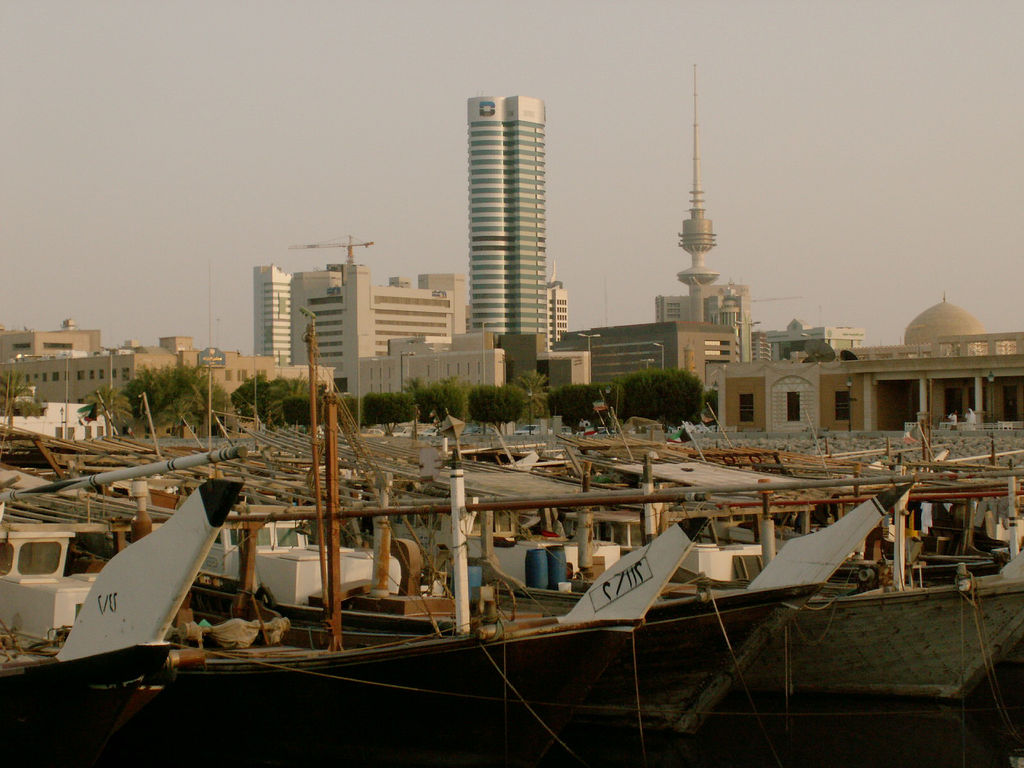